# 쿠잉
쿠잉(1997년 3월 15일 ~ )은 대한민국의 가수다. 2020년 싱글 《COOING》으로 데뷔했다.

## 방송
- K팝 스타 4 (2014) - 본선 4라운드 탈락
- 믹스나인 (2017)

## 공연
- COOING 1st Mini Concert [Sweet Home] (2020)

## 피처링
- MC몽 <아이스크림> (2021)